# Google+
Google+ (prononcé et parfois écrit Google Plus, souvent abrégé G+) est une ancienne application de réseau social de l'entreprise américaine Google lancée le 28 juin 2011, et dont la fermeture progressive a été annoncée le 9 octobre 2018.
Elle est présentée par nombre de médias comme un produit destiné à concurrencer Facebook,. 
En décembre 2011, il y a plus de soixante millions d'utilisateurs. Fin janvier 2012, Google+ passe la barre des 90 millions d'utilisateurs, cent-dix millions en 2015. Néanmoins, ces statistiques sont à nuancer étant donné que chaque individu possédant un compte Gmail est automatiquement inscrit à Google+. Très peu des utilisateurs enregistrés à Google+ sont réellement actifs. 
Les utilisateurs de Google+ peuvent voir les mises à jour de leurs contacts grâce à des cercles à travers le « stream », semblable aux « flux de nouvelles » de Facebook. La zone de saisie permet aux utilisateurs de se mettre à niveau sur les états ou l'utilisation des icônes à télécharger et partager des photos et vidéos.
En février 2012, deux études montrent que le temps moyen passé par chaque utilisateur de ce réseau social est faible comparé à Facebook (un peu plus de trois minutes par mois pour Google+ contre plus de six heures pour Facebook) et même qu'il a diminué jusqu'en décembre 2011 ; les données de ces études ont été dénoncées comme « particulièrement sous-évaluées » par Google,. 
En octobre 2018, Google annonce la fermeture de Google+ à la fin de l'été 2019. Fin 2018, à la suite de la découverte d’une nouvelle faille de sécurité, cette fermeture est avancée au 2 avril 2019,.
Depuis le 2 avril 2019, Google+ est définitivement fermé au public.

## Historique

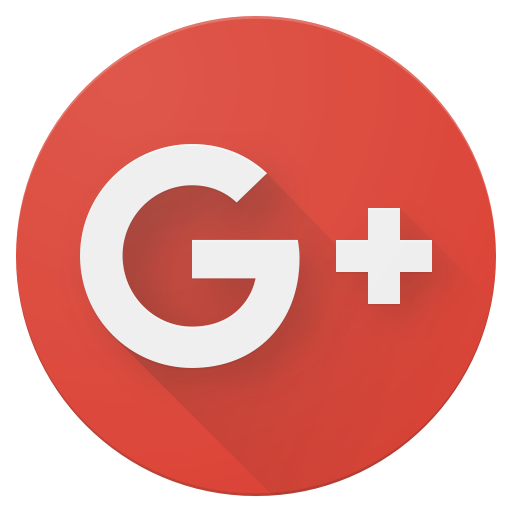
Logo alternatif de Google+, utilisé depuis le 1 septembre 2015.

### Genèse
Google+ n'est pas un premier coup d'essai en termes de réseautage social pour Google : avec les lancements successifs d'Orkut en janvier 2004, de Wave en septembre 2009 et de Buzz en février 2010, le groupe avait déjà fait plusieurs efforts dans cette direction mais sans jamais rencontrer le succès escompté. En juin 2011, lors d'une conférence à Los Angeles, le PDG de l'époque Eric Schmidt avait reconnu que Google avait manqué le virage « social » du web, et qu'il avait une part de responsabilité dans cet échec : « I clearly knew I had to do something and I failed to do it. (...) CEOs need to take responsibility. I screwed up » (« Je savais clairement que je devais faire quelque chose, mais je n'ai pas réussi à le faire. Un PDG doit prendre ses responsabilités. J'ai merdé »).
Le service avait comme nom de code Esmerald Sea.

### Lancement

#### Invitations
Lorsque Google présenta en juin 2011 son nouveau réseau social encore en phase de version bêta, l'entreprise a décidé de commencer comme elle l'avait fait avec Gmail. Google a donc distribué des invitations à certaines personnalités du monde informatique. Et Google comptait donc disséminer grâce à ces personnes dans tout le web, en ajoutant ainsi un aspect de privilège pour celui qui reçoit l'invitation. Ainsi, peu de temps après avoir ouvert ses portes, le système n'accepte plus temporairement de nouveaux entrants, pour cause de saturation et de trop forte demande, selon Google.

#### Grand public
Le 18 juillet 2011, Google ouvre son service au plus grand monde en France afin de permettre à tout utilisateur disposant d'un compte Google d'accéder à la plateforme. Cependant, il remet en place la formule des invitations le lendemain, cette fois-ci sans restriction.[réf. nécessaire]
Le 20 septembre 2011, le service est ouvert sans invitation à tout utilisateur qui le souhaite.

## Caractéristiques
Google+ est conçu comme une couche supplémentaire sur des services Google existants et fonctionnant avec un compte Google.
Google met en avant trois nouveaux services :
- les « cercles » (circles) : des groupes de contact différents que l'utilisateur peut créer et au sein desquels il décide des informations qu'il souhaite partager, proche des « Aspects » de Diaspora. Organisés au moyen d'une interface en glisser-déposer, les contacts font partie de cercles dont ils peuvent connaître les membres mais dont ils ne connaissent pas le nom ; les paramètres de vie privée permettent aussi à chacun de cacher les membres de ses cercles ainsi que ceux dont ils font partie. Ce système remplace la « liste d'amis » typique d'autres sites tels que Facebook ;
- les « bulles » (hangouts) : un système de chat vidéo collectif et spontané, réunissant entre 2 et 10 personnes  simultanément. Chaque bulle peut potentiellement être rejointe par quiconque en posséderait l'URL unique. Le 18 août 2011, Google ajoute au bouton « Partage » des vidéos YouTube une fonction permettant de suggérer à un ami de venir regarder la vidéo en simultané, dans une bulle ;
- les « déclics » (sparks) : un système de suggestion et de partage de contenu par thème avec ses contacts, semblable à la section « Recommandations » de Google Reader.

Par ailleurs, un compte Google+ permet :
- aux utilisateurs Picasa de stocker des images de façon illimitée (sauf pour la définition), là où un utilisateur lambda se voit imposer un quota de stockage[16] ;
- d'envoyer de manière automatisée ses photos depuis un téléphone Android ou iOS vers un dossier privé, via la fonction « instant upload », pour éventuellement les partager plus tard ;
- de communiquer au moyen du chat Google Talk, de la même manière que Gmail, mais aussi à travers la fonction « Huddle », un outil de communication instantanée disponible sur Android, iPhone, et via SMS ;
- de voir des vidéos YouTube directement depuis votre page Google+, service mis en place depuis le 3 novembre 2011[17].

Google a annoncé le 11 août 2011 qu'il y aurait des jeux disponibles sur Google+ très rapidement. On sait qu'au lancement de ce nouveau service, 16 jeux ont été disponibles, il en compte désormais[Quand ?] 38.
Google permet depuis mars 2013 d'utiliser des Gifs animés en image de profil sur Google+.
En juin 2014, Google crée l'interface My Business qui permet de gérer son activité d'entreprise sur Google. Google My Business est une interface centralisée qui permet de gérer ses pages Google+ qu'elles soient locales ou non.

### Author Rank
L'Author Rank était l'indice de réputation d'un auteur sur Google +.
Il faisait partie des critères de l'algorithme Google pour le référencement naturel de ses pages de recherche via l'Authorship.  
Même si les critères de l'algorithme n'ont jamais été communiqués par Google, on suppose que les principales caractéristiques de l'indice Author Rank sont les suivantes :  
- le nombre d'interactions générées par les articles de l'auteur sur Google + (+1 et partages) ;
- le nombre et la qualité des abonnés Google + ayant inscrit l’auteur dans l'un de leurs cercles ;
- le nombre de publications enregistrées sur Google+ ;
- la pertinence des articles en question.

## Application pour smartphones
Google+ est disponible depuis son lancement le 28 juin 2011 sur Google Play. Une application a également été développée pour iOS.  

## Réactions
Globalement, la presse spécialisée s'est plutôt enthousiasmée de l'arrivée d'un nouvel acteur dans les réseaux sociaux, d'autant plus au vu de la crédibilité de Google. Ainsi, entre autres, le journal du geek s'est dit assez « optimiste ».
La barre des vingt millions d'inscrits aurait pu être dépassée dès le week-end du 16 juillet 2011. Finalement, il y aura dix-huit millions d'utilisateurs à partir du 20 juillet 2011.
D'après comScore, le site aurait atteint les vingt-cinq millions d'utilisateurs durant la semaine du 24 juillet 2011, soit un mois après son lancement, 170 millions d'utilisateurs en mars 2012 puis 250 millions d'utilisateurs en juin 2012.
Certains observateurs considèrent toutefois que « Google+ n'est pas un réseau social, c'est que le fait d'avoir des amis ou de suivre des gens n'est qu'une excroissance accidentelle de son but véritable : être une paroi invisible entre vous et le web, une paroi qui voit ce que vous faites, l'enregistre et le stocke pour un usage futur,. »

## Déclin
Le 24 août 2018, Google France annonce qu'il fermera le 26 août 2018 sa page sur le réseau social Google+, en invitant ses fans à le suivre sur Twitter et Facebook. Le 8 octobre 2018, Google confirme une information du Wall Street Journal sur l'existence d'une faille de sécurité, de 2015 à 2018 sur Google+, et indique également la fermeture de Google+ dans les dix mois.

## Jugement
L'association française Union fédérale des consommateurs-Que Choisir fait condamner la société Google pour des conditions d'utilisation abusives et illicites à accéder aux services de Google+. Le jugement a été rendu au tribunal de Paris le 12 février 2019 et son compte rendu doit être bien visible au public sur le moteur de recherche, il est accessible en décembre 2020.